# Micro-échelle
Le terme micro-échelle en météorologie et en océanographie désigne ce qui se passe à l'échelle du nuage individuel ou du vortex local dans l'océan, soit moins de 2 kilomètres de diamètre, et qui dure de quelques secondes à quelques dizaines de minutes,. Il s'agit donc de l'étude des phénomènes de très petites échelles comme les mouvements dans un orage, la formation des gouttelettes de pluie, la formation des tornades, ainsi que nombre de processus de frottement et de turbulence associés à la couche de surface. 
À cette résolution, les équations de Navier-Stokes du mouvement des fluides ne sont que des approximations auxquelles il faut ajouter des termes non linéaires négligeables à plus grande échelle. De plus, il faut ajouter des équations supplémentaires pour tenir compte de la thermodynamique des changements de phase de la matière, de la chimie des composantes des fluides, etc.

## Subdivisions
Certains auteurs proposent quelques subdivisions non officielles dans la micro-échelle pour tenir compte de l'ordre de grandeur de différents phénomènes. La plus connue provient du père de la classification des tornades, Tetsuya Théodore Fujita,, : 
- Miso-échelle qui s'étend de 40 mètres à 4 km pour désigner l'ordre de grandeur associé avec l'entonnoir nuageux d'une tornade ou la largeur du corridor de destruction des micro-rafales ;
- Moso-échelle qui s'étend de 40 centimètres à 40 mètres pour désigner la grandeur du diamètre de succion d'une tornade ;
- Muso-échelle pour les diamètres plus petits.

Ces subdivisions suivent l'ordre alphabétique « i », « o », « u » qui vient après « é », comme dans méso-échelle, et n'a donc rien à voir avec un multiple mathématique. Elles ont été proposées essentiellement pour classer la force des vents par ordre de diamètre.